# Rosario Domingo Sebastián
Rosario Domingo Sebastián (Torre los Negros, Terol, 1931) és una científica valenciana.
Nascuda al si d'una família humil que es mudà a València quan ella era menuda, es va graduar al 1953, i al 1957 va ser la primera doctorada a la Facultat de Ciències de la Universitat de València (Secció Químiques) amb la tesi "Estudio teórico de la Reacción de Diels-Alder Mediante el Método FEMO".
Coneguda per la seua excel·lència acadèmica, va obtenir una plaça d'ajudant de classes de pràctiques a la mateixa Universitat, on descobrir la seua admiració pel món de la investigació, la qual cosa la va impulsar a la realització d'una tesi dins del camp de la química quàntica, amb l'ajuda del professor Fernández Alonso.
Col·legiada en el Consejo Superior de los Ilustres Colegios Oficiales de Doctores y Licenciados en Ciencias Químicas de Valencia amb el número 1453, es va dedicar a l'ensenyament a la Facultat de Ciències especialitzada en "Química Física".
Al 1958 va ser proposada per a la plaça de professora adjunta de Química General, vacant per la jubilació d'Ernesto Caballero. El 1960 es va presentar a l'oposició com a professora adjunta de Química General a València i prengué possessió de la plaça l'1 de juliol de 1961. Quatre anys després, va renovar la plaça per quatre anys més d'ensenyament.